# Andrea Wick
Andrea Wick, geborene Imme (* 29. Juni 1977 in Berlin), ist eine deutsche Synchronsprecherin.

## Sprechrollen (Auswahl)
Lacey Chabert
- 1998: Lost in Space, Rolle: Penny Robinson
- 2009: In My Sleep – Schlaf kann tödlich sein, Rolle: Becky
- 2009: The Lost, Rolle: Jane

Noriko Hidaka
- 1991: Ranma ½ – Big Trouble in Nekonron, China, Rolle: Akane Tendo
- 2002: Ranma ½, Rolle: Akane Tendo

### Filme
- 1988: In einem Land vor unserer Zeit, Rolle: Cera (Candace Hutson)
- 1989: Friedhof der Kuscheltiere, Rolle: Gage (Miko Hughes)
- 1993: Jurassic Park, Rolle: Lex (Ariana Richards)
- 1994: Léon – Der Profi, Rolle: Mathilda (Natalie Portman)
- 1995: Die Brady Family, Rolle: Jan Brady (Jennifer Elise Cox)
- 1999: Der 200 Jahre Mann, Rolle: Galatea (Kiersten Warren)
- 2001: Ripper – Briefe aus der Hölle, Rolle: Molly Keller (A. J. Cook)
- 2001: Josie and the Pussycats, Rolle: Josie McCoy (Rachael Leigh Cook)
- 2003: Betty Blue – 37,2 Grad am Morgen, Rolle: Betty (Béatrice Dalle)
- 2004: Spy Girls – D.E.B.S., Rolle: Dominique (Devon Aoki)
- 2005: London – Liebe des Lebens?, Rolle: Maya (Kelli Garner)
- 2005: Hitch – Der Date Doktor, Rolle: Cressida (Robinne Lee)
- 2005: Düstere Legenden 3, Rolle: Samantha Owens (Kate Mara)
- 2006: Hollow Man 2, Rolle: Heather (Angie Harmon)
- 2006: Der Tintenfisch und der Wal, Rolle: Lili (Anna Paquin)
- 2006: 10.5 – Die Erde bebt, Rolle: Laura (Carly Pope)
- 2016: Ein ganzes halbes Jahr, Rolle: Sharon (Diane Morgan)

### Serien
- 1997: Sailor Moon, Rolle: Maya Tohno (Yoshino Takamori)
- 1997: Sailor Moon, Rolle: Elza Gray (Sakiko Tamagawa)
- 1997–1998: Sailor Moon, Rolle: Mistress 9 / Hotaru Tomoe / Sailor Saturn (Yuuko Minaguchi)
- 1998: Sailor Moon, Rolle: SeleSele (Yuri Amano)
- 2000: S Club 7 in Miami, Rolle: Tina (Tina Barrett)
- 2000–2009: Die wilden Siebziger, Rolle: Jackie Burkhart (Mila Kunis)
- 2001: The Soul Taker, Rolle: Maya Misaki (Ikue Ōtani)
- 2001–2003: DoReMi, Rolle: Bibi (Sawa Ishige)
- 2002: Dark Angel, Rolle: Cynthia "Original Cindy" McEachin (Valarie Rae Miller)
- 2003–2005: Inu Yasha, Rolle: Shunran (Yuki Masuda)
- 2004: Shaman King, Rolle: Manta Oyamada (Inuko Inuyama)
- 2004: Duel Masters, Rolle: Sayuki Manaka (Saeko Chiba)
- 2005: Inu Yasha, Rolle: Momiji (Shiho Kikuchi)
- 2005: Inu Yasha, Rolle: Gon (Motoko Kumai)
- 2007–2008: Mensch, Derek!, Rolle: Casey (Ashley Leggat)
- 2013–2020: Arrow, Rolle: Felicity Megan Smoak (Emily Bett Rickards)
- 2018–2021: Instinct, Rolle: Lizzie Needham (Bojana Novaković)